# Lizimetar
Lizimetar (grč. λύσıς: rastavljanje, razlaganje + μέτρον: mjera) je mjerni instrument ili uređaj kojim se određuje transpiracija bilja (izlučivanje vode iz biljke u obliku vodene pare) i isparavanje tla mjerenjem procjeđivanja vode kroz tlo. Sastoji se od velike posude ispunjene zemljom i ukopane u tlo, koja ima perforirano dno (s nizom rupica) i spremnik za skupljanje ocjedne vode. Lizimetri su uređaji za mjerenje isparivanja neposredno s tla. To su veliki otvoreni sanduci, površine nekoliko m2, napunjeni zemljom s vegatacijom. Isparivanje se odredi mjerenjem težine sanduka pomoću osjetljive vage. Pri tom se uzimaju u obzir i pale oborine kao i otjecanje s dna sanduka.

## Transpiracija
Transpiracija (srednjovj. lat. transpiratio: znojenje), u botanici, je izlučivanje vode iz biljke u obliku vodene pare na površinama koje graniče s atmosferom. Odvija se u prvom redu preko listova, pretežito kroz puči (stome), to jest stomatalnom transpiracijom, a znatno manje preko pokožice (kutikula), kutikularnom transpiracijom. U drvenastih biljaka mala količina vode izlučuje se i preko lenticela ili plutnih bradavica na granama i stabljici lenticelarnom transpiracijom. Što je transpiracijska površina veća, a zasićenost Zemljine atmosfere vodenom parom manja (to jest snaga sisanja atmosfere veća), to je veća i potencijalna transpiracija. No stvarna transpiracija ovisi i o drugim čimbenicima, na primjer o mogućnosti biljke da izgubljenu vodu nadoknadi apsorpcijom iz tla, o građi listova, stanju puči, koje mogu biti više ili manje otvorene ili zatvorene, i drugom. Po tome transpiracija nije samo fizikalni proces isparivanja vode već značajan fiziološki proces. 
Transpiracijom se izluči golema količina vode, pa se tako računa da na primjer bukova šuma transpiracijom vrati u atmosferu oko 60% ukupne godišnje količine oborina na svojem području. Vegetacija na taj način bitno pridonosi kruženju vode u svjetskom ekološkom sustavu. Budući da na mnogim staništima nema u tlu dovoljno vode potrebne za optimalnu transpiraciju, biljke se na različite načine prilagođuju kako bi smanjile gubitak vode, na primjer regulacijom otvaranja i zatvaranja puči, razvojem debele kutikule, često gustom dlakavošću površine listova, smanjivanjem transpiracijske površine u odnosu na obujam biljke, na primjer odbacivanjem lišća u sušnom razdoblju (brnistra ili žuka), manjom površinom lisnih plojki (na primjer mnoge sredozemne biljke) i drugim prilagodbama.